# Power Balance

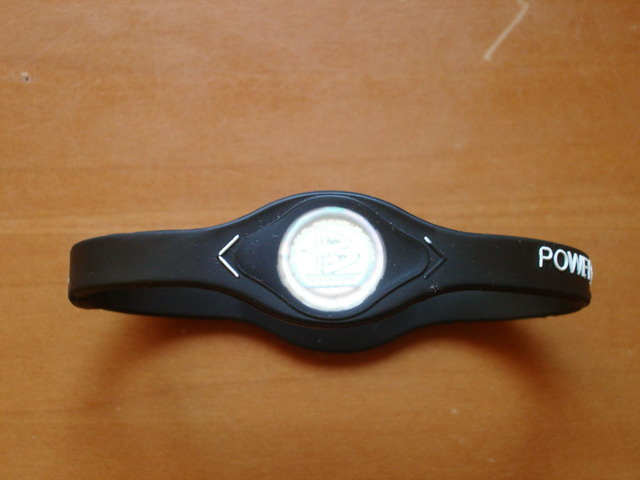
Un bracelet Power Balance

Power Balance, appartenant  à l'entreprise Power Balance Technologies Inc est une marque de bracelets dits « énergétiques »  originaire d'Orange County, une ville californienne aux États-Unis.
D'après ses fabricants, le produit utilise la technologie holographique pour apporter un bienfait sur l'énergie naturelle du corps. 
Aucune étude en méthode scientifique ne permet de démontrer les effets prétendus de ce bracelet. L'entreprise utilise le marketing viral et le placement de produit auprès de célébrités notamment sportives, rémunérées pour vendre ses accessoires de mode. Parmi eux on compte des athlètes professionnels connus comme Drew Brees, Darren Sproles ou Rudy Gay.
Jusqu'en 2011 le bracelet Power Balance a été vendu à plusieurs millions d’exemplaires à travers les Etats-Unis et plus de 40 autres pays.

## Fonctionnement
La firme américaine explique que le Power Balance fonctionne grâce à un hologramme créé à l'aide d'un procédé exclusif, doté d'une imagerie tridimensionnelle de pointe, ce qui rend l'hologramme véritablement unique. L'hologramme est conçu sur la base des philosophies orientales. 
Pour la firme, cet hologramme agirait sur les flux énergétiques du corps afin d'améliorer notre force, notre souplesse et notre équilibre.

## Polémiques
Des nombreux doutes et plaintes concernant le réel pouvoir de ce bracelet ont fait polémique aux Etats-Unis et dans le monde. Par exemple en 2010, la répression des fraudes australienne a contraint la société à reconnaître qu'elle faisait de la publicité mensongère. Causant à l'entreprise une perte et un manque à gagner de plusieurs millions de dollars.

## Historique
En 2010, la Commission australienne du consommateur et de la concurrence (ACCC) a considéré que l'entreprise faisait de la publicité mensongère et lui a imposé des changements comme le retrait des termes Performance Technology.
En 2011, l'entreprise australienne produisant le Power Balance fait faillite à la suite d'une condamnation lors d'un recours collectif.  
Le 25 novembre 2011, un communiqué de presse de l'entreprise Power Balance Belgique (Power Balance Belux) déclare entre autres « Concernant la Belgique, nous tenons à préciser que nous ne sommes pas une filiale de Power Balance LLC aux États-Unis et que nous sommes totalement indépendants. Nous continuerons à distribuer les produits Power Balance en Belgique. De plus, notre stratégie marketing est de loin différente de celle utilisée aux États-Unis ou en Australie, nous avons toujours été très prudents et très clair dans notre communication et sur les allégations faites autour du produit. »

## Sponsoring
L'entreprise sponsorisait le Power Balance Pavilion où jouent notamment les Kings de Sacramento.